# Saint-Jean-de-Minervois
Saint-Jean-de-Minervois este o comună în departamentul Hérault din sudul Franței. În 2009 avea o populație de 141 de locuitori.

## Evoluția populației
| An        | 1975 | 1982 | 1990 | 1999 | 2006 | 2009 |
| --------- | ---- | ---- | ---- | ---- | ---- | ---- |
| Populație | 151  | 146  | 135  | 115  | 134  | 141  |